# Московское сельское поселение (Брянская область)
Моско́вское сельское поселение — муниципальное образование в западной части Почепского района Брянской области.
Административный центр — посёлок Московский.

## История
Образовано в результате проведения муниципальной реформы в 2005 году, путём слияния дореформенных Московского и Тубольского сельсоветов.

## Население
| 2010  | 2011  | 2012  | 2013  | 2014  | 2015  | 2016  | 2017  | 2018  |
| ----- | ----- | ----- | ----- | ----- | ----- | ----- | ----- | ----- |
| 1392  | ↘1389 | ↗1417 | ↘1399 | ↘1316 | ↗1321 | ↘1295 | ↗1305 | ↘1296 |
| 2019  | 2020  | 2021  |       |       |       |       |       |       |
| ↘1285 | ↘1260 | ↘1176 |       |       |       |       |       |       |

## Населённые пункты
| №  | Населённый пункт | Тип     | Население |
| -- | ---------------- | ------- | --------- |
| 1  | Аксаментово      | деревня | ↘35       |
| 2  | Губостово        | село    | ↗33       |
| 3  | Ивашково         | деревня | →10       |
| 4  | Карпово          | деревня | ↘3        |
| 5  | Малое Староселье | деревня | ↗284      |
| 6  | Машково          | деревня | ↘42       |
| 7  | Московский       | посёлок | ↗714      |
| 8  | Нельжичи         | деревня | ↘106      |
| 9  | Пушкари          | деревня | ↘15       |
| 10 | Стригово         | село    | ↘62       |
| 11 | Тубольцы         | село    | ↗95       |